# Одрі Лакруа
Одрі Лакруа (англ. Audrey Lacroix, 17 листопада 1983) — канадська плавчиня.
Учасниця Олімпійських Ігор 2008, 2012, 2016 років.
Призерка Чемпіонату світу з плавання на короткій воді 2004 року.
Переможниця Ігор Співдружності 2014 року, призерка 2006, 2010 років.
Переможниця Панамериканських ігор 2003, 2015 років.
Переможниця літньої Універсіади 2007 року.